# Museo Lapidario Mafeyano
El Museo Lapidario Mafeyano (en italiano, Museo Lapidario Maffeiano) o Museo Lapidarium Maffeiano, fundado en la primera mitad del siglo XVIII por el humanista y prohombre veronés Escipión Mafei (o Scipione Maffei, 1675-1755), es una de las instituciones museísticas públicas más antiguas de Europa, situada en pleno centro histórico de Verona, intramuros, frente a la plaza Bra y a pocos pasos de la Arena de Verona.

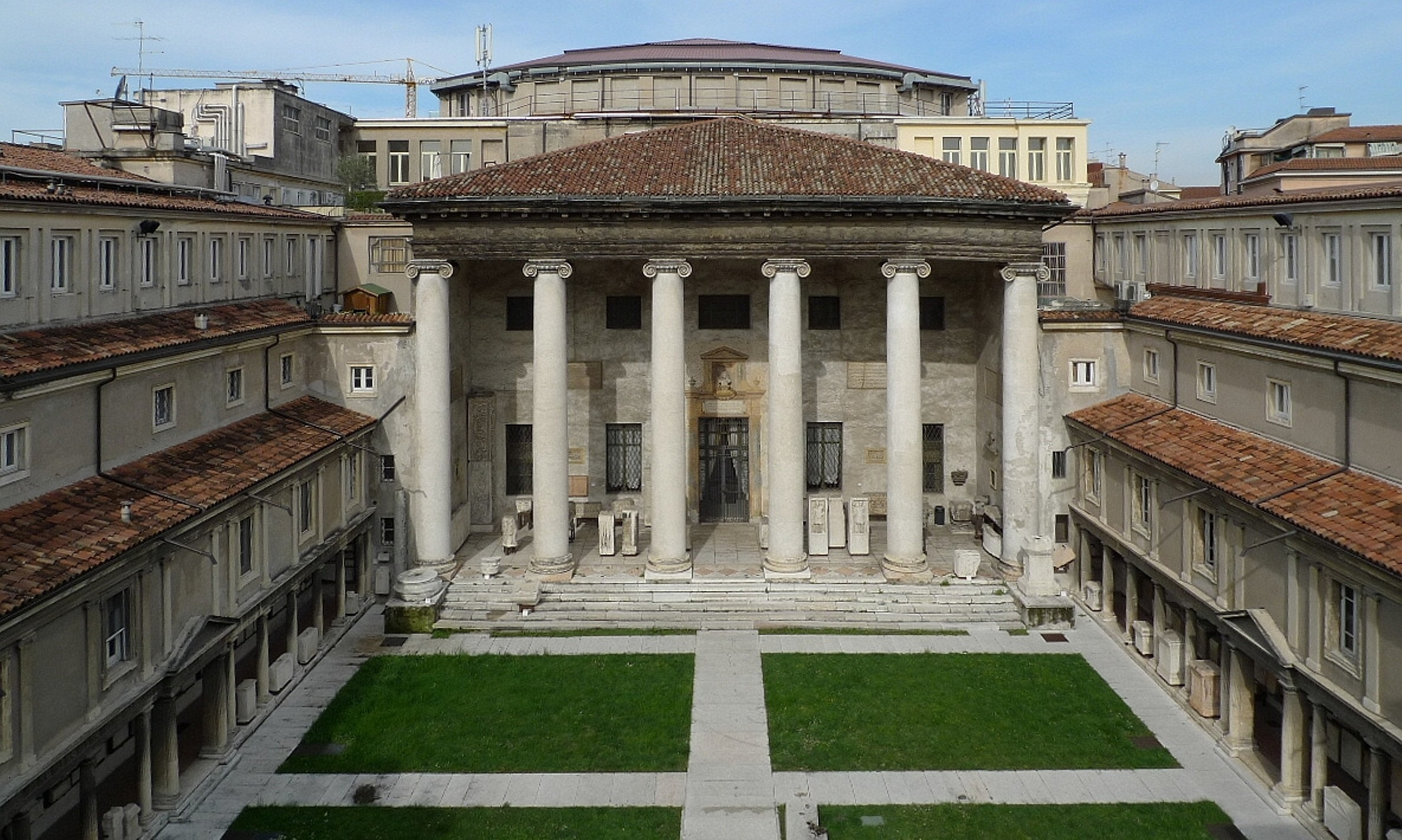
El Museo Lapidario Mafeyano

Nació del largo y apasionado trabajo de Mafei, que recogió cientos de inscripciones lapidarias y encargó al arquitecto y pintor Alessandro Pompei la construcción de un lugar adecuado para exponer y conservar las piezas, ya que estaba convencido de la importancia de compartir libremente el conocimiento con el público, hasta el punto de que decidió llamar a esta institución Museo Veronense, o «museo de la ciudad de Verona». Dada su importancia, se convirtió en una de las paradas obligatorias del Grand Tour, que hizo que numerosos turistas extranjeros del norte de Europa (entre ellos el poeta alemán Goethe, que visitó y escribió sobre el museo) visitaran Italia para conocer más directamente el arte antiguo.

## Historia

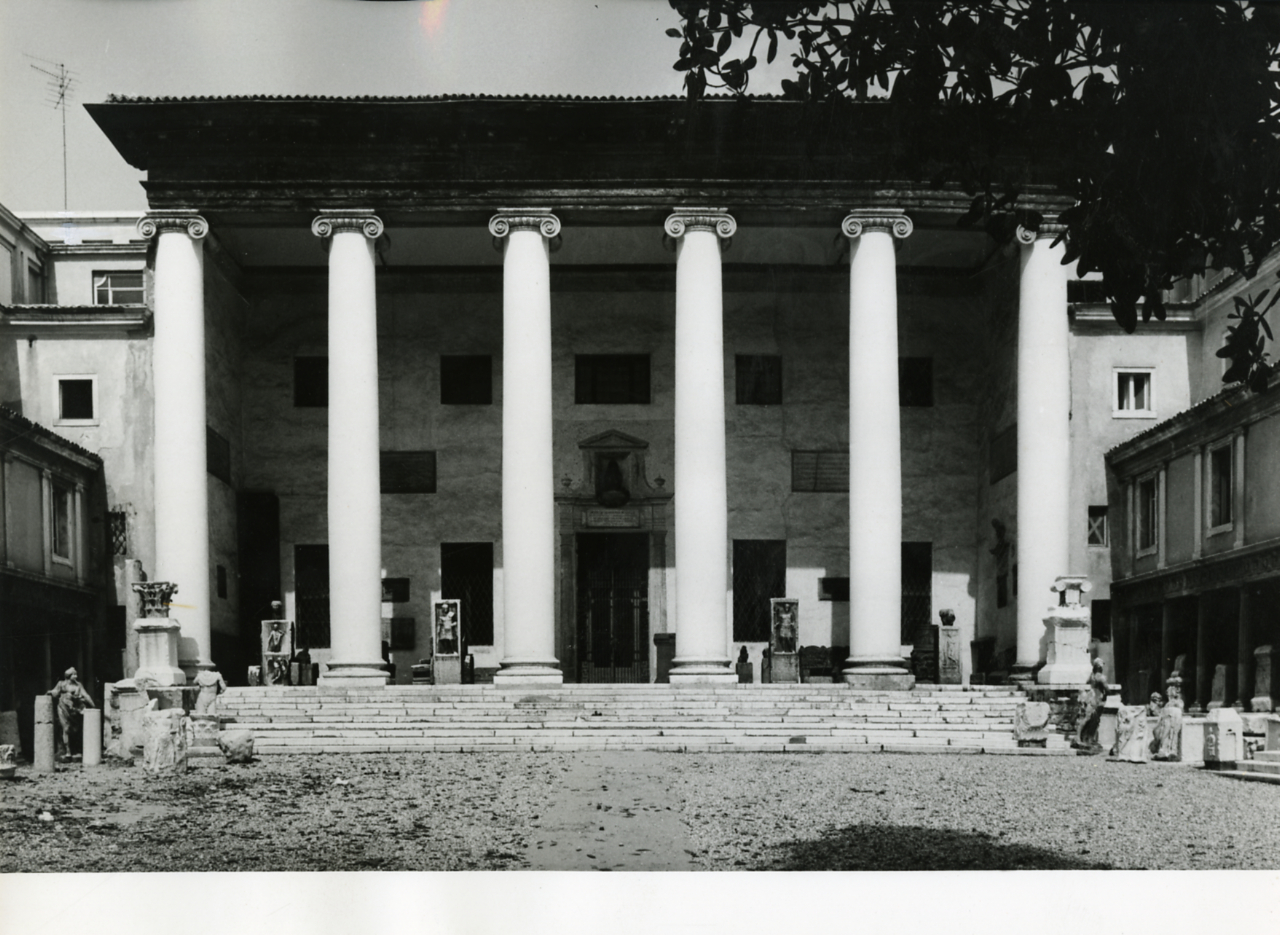
Detale del pronaos, según el proyecto de Domenico Curtoni

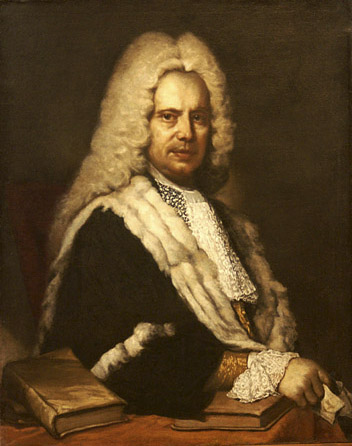
Retrato de Escipión Mafei, obra de Fra Galgario

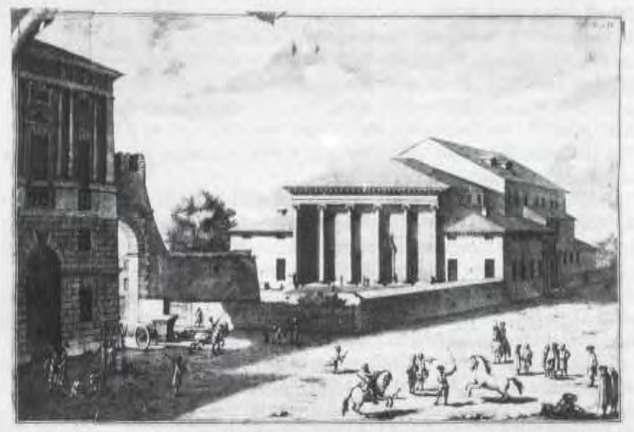
El museo en los años treinta del, con el "muro delle lapidi" que separaba de la vía Roma

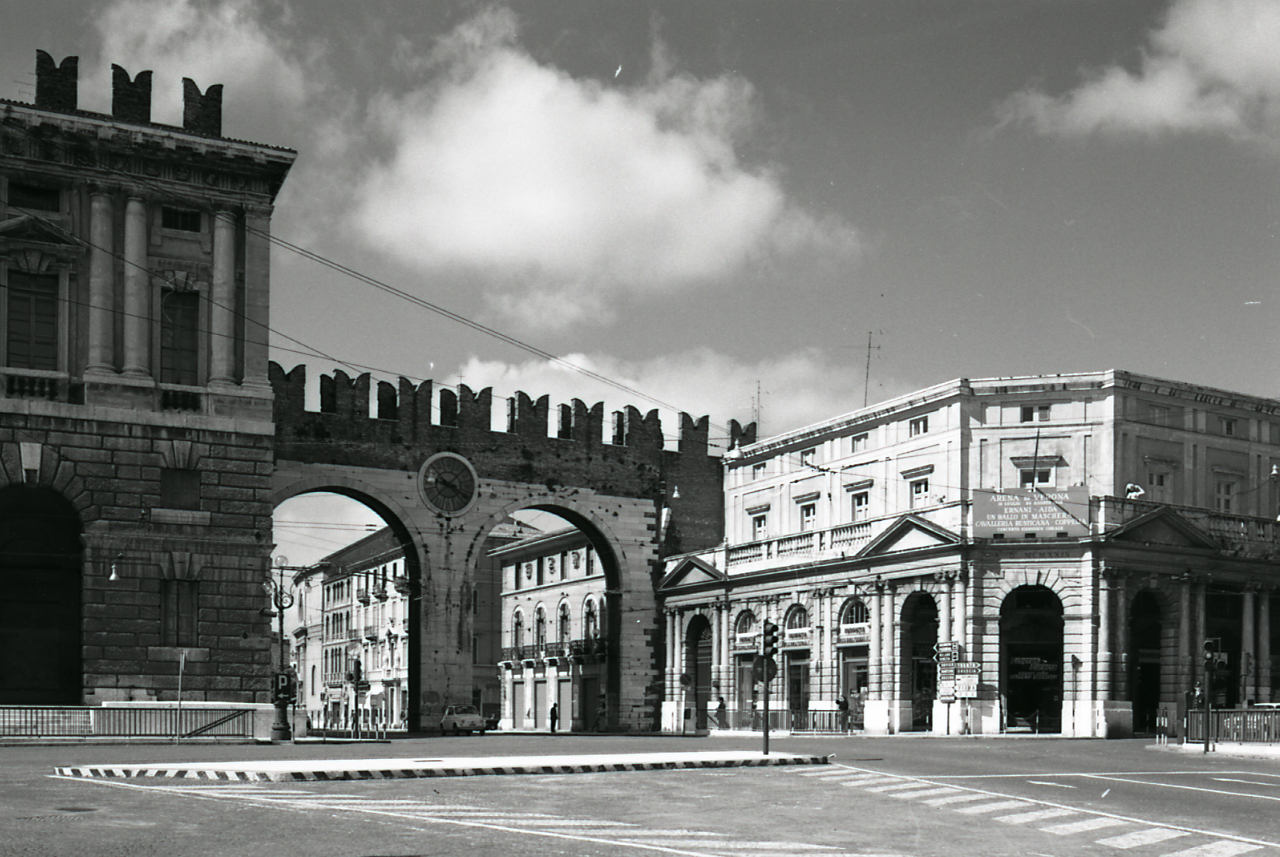
Exterior del museo, a la derecha del pórtico del Bra

El museo ocupa un terreno que fue adquirido en 1603 por la Academia Filarmónica de Verona para construir su sede y el Teatro Filarmónico; era, entonces como ahora, una zona valiosa, situada junto a las puertas del Bra y a poca distancia de la Arena de Verona. Domenico Curtoni, sobrino y discípulo del célebre arquitecto-manierista renacentista Michele Sanmicheli, fue el diseñador encargado de la obra: consiguió terminar el imponente pronaos hexástilo y las salas situadas tras él, pero no pudo iniciar los trabajos en la sala y el escenario del teatro. En el pronaos, incluso quiso volver a proponer para la base de las columnas las que había en el Capitolium, el más importante de los templos de la Verona romana, situado en el foro veronés; además, la base original del antiguo templo se expuso a la izquierda del pronaos. La de Curtoni puede definirse, en el ámbito de la arquitectura teatral, como una obra de gran valor, ya que, en comparación con lo hecho antes del siglo XVI (como el Teatro Olímpico de Andrea Palladio, situado en Vicenza), por primera vez se daba una perspectiva monumental a este tipo de estructuras. 
Escipión Mafei, miembro de la Accademia Filarmonica desde 1701, era un erudito veronés que se ofreció inicialmente a reordenar numerosos epígrafes de origen etrusco, griego y romano procedentes de la colección del canónigo Cesare Nichesola (conservados anteriormente en la Villa Nichesola-Conforti, en el territorio de Sant'Ambrogio di Valpolicella) y confiados a la Accademia en 1612 por los rectores venecianos para «formar un depósito público en la sala de la Academia Filarmonica, como lugar seguro y proporcionado para estos mármoles». Fue concebido como una especie de jardín de acceso a la Academia Filarmónica.
Sin embargo, las adquisiciones del marqués Mafei continuaron, lo que hizo necesario renovar el museo para ampliar sus espacios de exposición: así pues, se derribó el muro de lápidas y se encargó el proyecto de renovación al pintor y arquitecto clasicista Alessandro Pompei: éste hizo construir un pórtico bajo rítmico con columnas dóricas que rodeaba todo el patio delante de los pronaos del teatro, permitiendo así disponer los objetos entre los intercolumnios y a lo largo de la pared del fondo, protegidos de la intemperie. La estructura de una sola planta, terminada en 1745, permitía también seguir admirando los pronaos desde la plaza Bra. 
El museo se convirtió así en una excelencia de la ciudad, destino de todos los viajeros extranjeros que llegaban a Italia desde el norte de Europa para emprender el "Grand Tour", interesados por la historia y el arte antiguo de los que aquí podían tener una primera toma de contacto.
Posteriormente, otras transformaciones afectaron al complejo, entre ellas la destrucción y reconstrucción del teatro con motivo del grave incendio de 1749 y el bombardeo aéreo aliado de 1945. Las intervenciones que afectaron al patio y, más concretamente, al museo se remontan a dos fases entre 1927 y 1929, se llevó a cabo el proyecto del arquitecto Ettore Fagiuoli para el museo, que supuso la reducción del tamaño del patio mediante el desplazamiento del pórtico hacia el interior, incluida la construcción de una gran exedra en el lado de la entrada, y la elevación del edificio en un nivel, con el fin de crear diferentes espacios habitables en dos plantas; Entre 1957 y 1969 se realizó el proyecto de Vittorio Filippini, que supuso la elevación de otros dos niveles de las alas que rodean el patio, con lo que el espacio quedó menos aireado que en su estado anterior. 
El museo se equipó siguiendo los estándares modernos en 1982 cuando se procedió a una remodelación basada en el proyecto de Arrigo Rudi, dotándole de nuevos espacios: en esta ocasión, de hecho, algunas salas de los pisos superiores del ala que da a la plaza Bra se añadieron a los espacios museísticos del patio y se hicieron accesibles mediante una escalera y un ascensor. Además, se hizo accesible de nuevo el pasillo que conduce del museo a la Gran Guardia, a través de las puertas del Bra. El museo fue adquirido por la ciudad en 1883.

## Descripción

### Entrada
En la entrada, que sirve de taquilla, se exponen un retrato de Escipión Mafei, de hacia 1740, obra de Dionisio Nogari, y un autorretrato de Alessandro Pompei, de hacia 1730. También se exponen un notable sarcófago romano del siglo II, un fragmento de inscripción egipcia, tres lápidas hebreas del siglo XVII y un epígrafe medieval.
En el pasillo hay otro retrato de Mafei, obra de Antonio Elenetti de 1745, varias ilustraciones que muestran la disposición original del museo y del teatro, y dos epígrafes árabes del siglo XI.

### Sala Griega

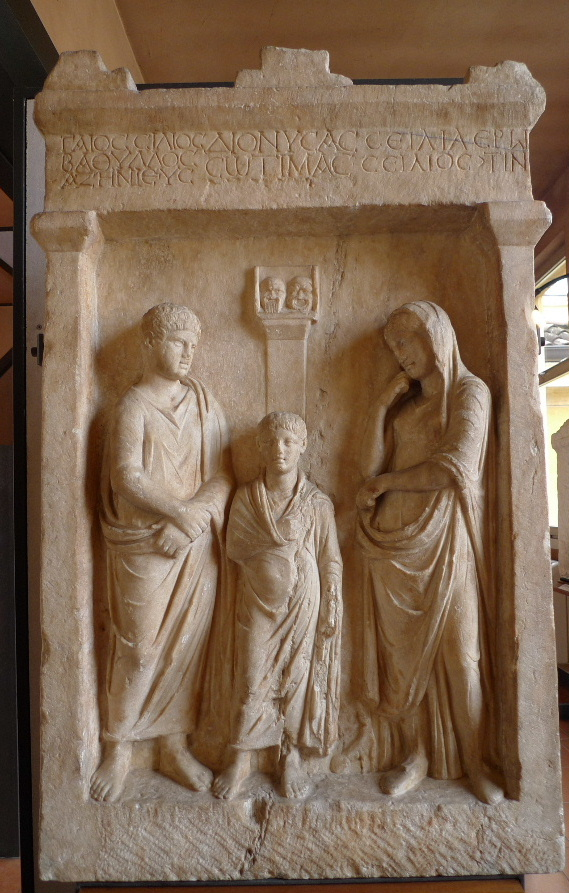
Estela funeraria de Gayo Silio Batylo, descrita por el poeta alemán Goethe

La sala griega, con una gran terraza desde la que se contempla la plaza Bra y la Arena de Verona, contiene objetos de gran interés, entre los que destacan:
- una estatua sin cabeza que representa a Meleagro, héroe calidonio cazador de jabalíes;
- un fragmento de escultura votiva tallada en dos caras, que perteneció al santuario de Asclepio en Atenas, construido por Telemachos hacia el 420 a. C.;
- un relieve dedicado por Argenidas (cerca de cuya figura se observa una barca, quizás conmemorando un rescate de un naufragio) a los gemelos divinos Dioscuros, en esta pieza representados por dos estatuas, dos ánforas y dos tronos;
- una lápida del siglo V a. C. relativa al culto de un héroe representado como un joven con un caballo a su lado, con el dedicante acercándose levantando la mano en señal de reverencia;
- la inscripción de Epikteta, hecha en la isla de Thera en el siglo III a. C.; la que figura en cuatro losas relativa a la fundación testamentaria de Epikteta es de gran importancia, ya que se trata de uno de los epígrafes griegos más largos jamás encontrados;
- una estela funeraria del siglo V a. C. que representa a una mujer sentada en la escalinata de su propia tumba con una inscripción que recuerda a dos hermanas fallecidas y la consiguiente extinción de la familia;
- una estela funeraria dedicada a Euclea, que representa un templo en cuyo interior se celebra un banquete funerario con diversos personajes y una mesa llena de ofrendas, mientras que la franja bajo el arquitrabe representa diversos objetos utilizados por las mujeres de la época;
- una estela funeraria del siglo I dedicada a Cayo Silio Batilo (o Gayo Silio), en la que un niño con un perro a sus pies está flanqueado por sus dos padres, mientras que sobre un pilar hay dos máscaras, lo que sugiere que la familia estaba relacionada de algún modo con el teatro. Esta placa es bastante conocida, ya que fue recordada por el poeta alemán Goethe, que la visitó dos veces durante sus viajes por Italia, dando cuenta de la emoción que le suscitó el juego de miradas que intercambian los personajes.

### Sala Etrusca y Romana
En esta sala se exponen diversos objetos de las épocas etrusca, veneciana y romana. Entre los objetos de época etrusca, destacan las urnas funerarias fechadas entre los siglos III y I a. C., cuya zona de origen puede identificarse gracias al uso de diferentes materiales de producción: las urnas de alabastro proceden de Volterra; las de travertino, de Perugia; y las de terracota moldeada, de Chiusi. Se representan numerosos temas mitológicos, como el rapto de Helena y la lucha entre los hijos de Edipo, Eteocles y Polinices, así como otros con un significado funerario más evidente, como el banquete funerario, la partida del difunto de su familia y el viaje por el inframundo en un carro; además, algunas de las losas de cierre de las urnas muestran al difunto recostado en una cama.
También hay numerosos objetos de los antiguos vénetos, entre los que destaca un guijarro funerario con una inscripción que fue adquirida por Scipione Maffei, convencido de que se trataba de un testimonio de escritura etrusca, ya que en aquella época aún no se conocía la cultura presente en el Véneto antes de la llegada de los romanos. De estos últimos, la obra más interesante es la tapa de un sarcófago del siglo III, probablemente procedente de Roma, en la que aparece representado un niño dormido.

### Cortile

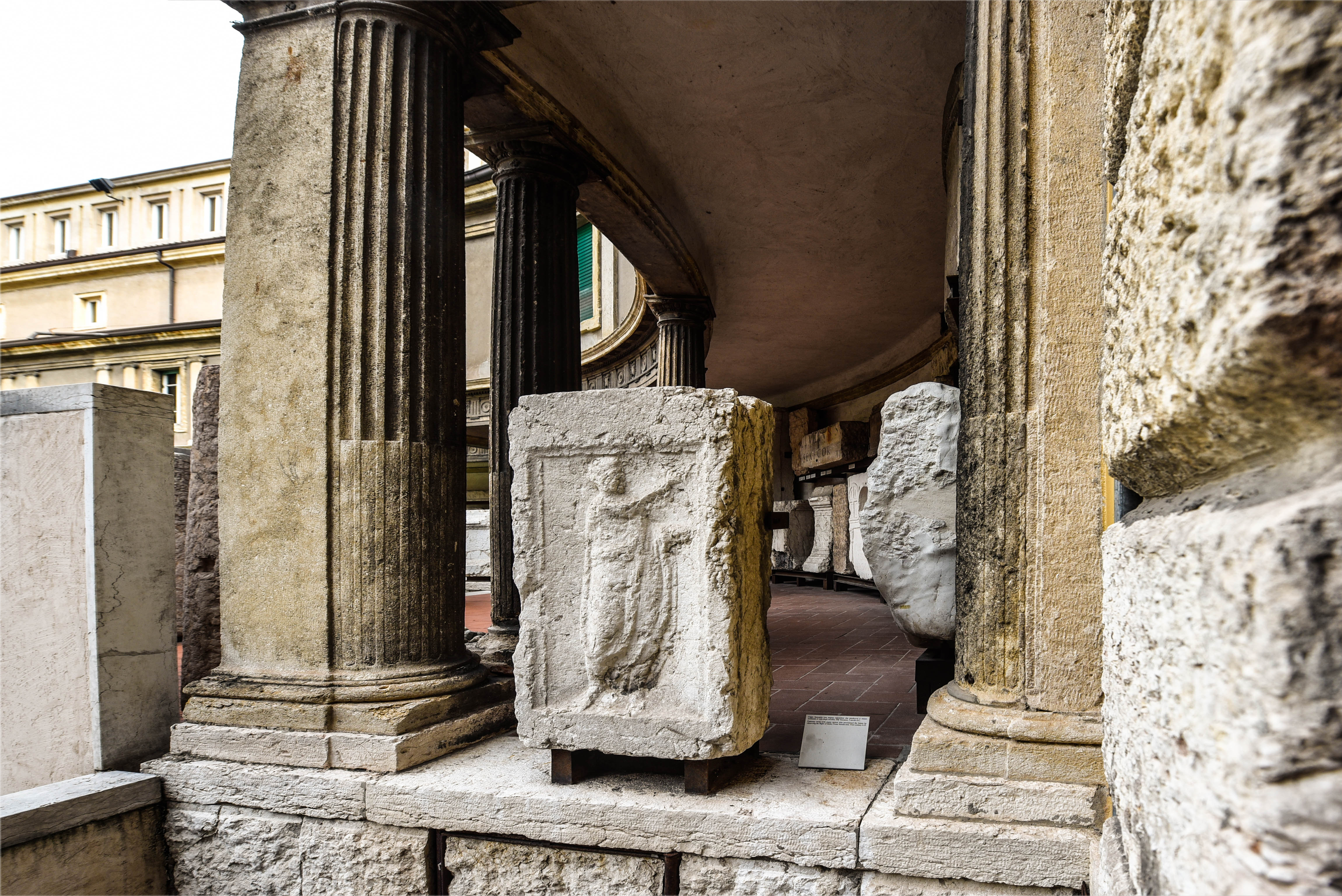
El pórtico que da al patio (cortile) del museo

A ambos lados de la entrada hay varias piedras miliarias, de las cuales las de la derecha proceden de la Via Postumia, importante vía romana que unía Génova con Aquilea pasando por Verona.
A lo largo del pórtico derecho se exponen numerosas inscripciones de Verona, ordenadas a partir del pronaos según el quinto volumen del Corpus Inscriptionum Latinarum, colección de epígrafes de todo el Imperio Romano recopilada durante el siglo XIX por la Academia de Ciencias de Berlín. Algunos de ellos revisten especial importancia para la historia antigua de Verona, como un fragmento con algunas letras que probablemente formaba parte de la inscripción dedicatoria del anfiteatro de Verona, o algunas inscripciones sagradas que atestiguan a qué dioses se rendía culto en la ciudad romana, y una inscripción en la base de una estatua que recuerda cómo, hacia 379-380, Valerio Paladio hizo restaurar una estatua que había sido derribada en el Capitolium de Verona.
A lo largo del pórtico izquierdo, hay numerosas inscripciones procedentes de toda la región de Venecia e Istria, así como algunas originarias de Brescia y Roma.

### Pronaos

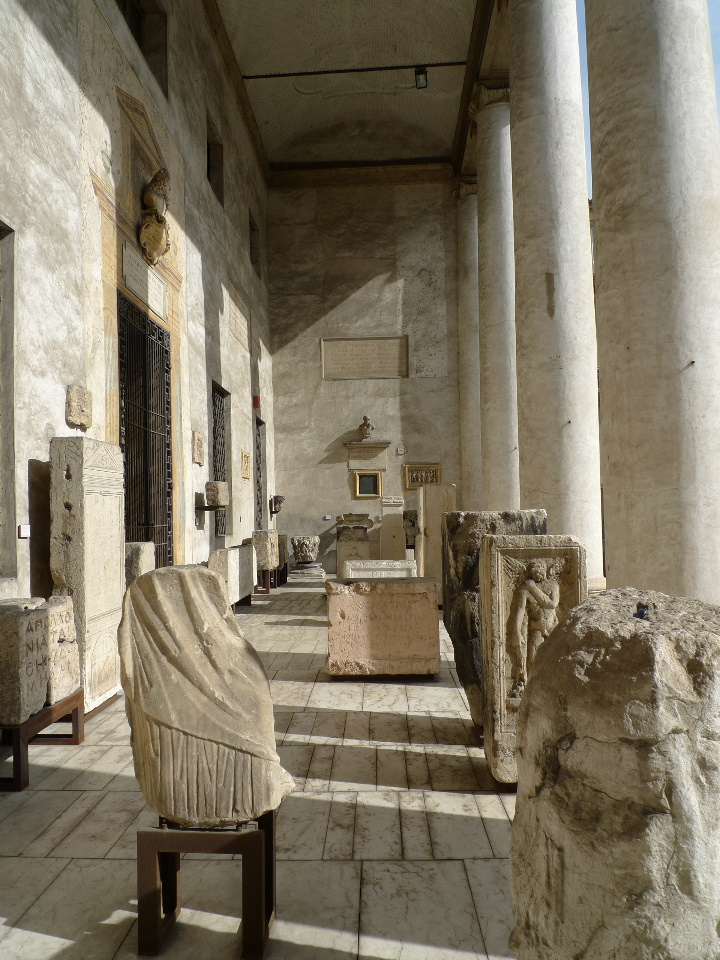
El espacio cubierto del pronaos

En las paredes del pronaos hay varias urnas cinerarias etruscas, colocadas allí con fines decorativos por el marqués Maffei, en las que hay diversas representaciones, entre ellas el rapto de Helena, el duelo entre los hijos de Edipo, la caza de un jabalí por parte de Meleagro y unos rostros de Medusa que debían proteger la tumba. En el centro del pronaos y sobre el portal se encuentra el busto del propio marqués, esculpido entre 1728 y 1729 por Giuseppe Antonio Schiavi y encargado por la Academia Filarmónica en agradecimiento a su miembro más importante.
Otros piezas proceden en su mayoría de Verona y sus alrededores, entre los que destacan:
- algunas losas de un monumento funerario de la zona de la iglesia de San Zenón in Oratorio, en las que hay representaciones de sátiros y cupidos danzantes, modelos a seguir por los pintores renacentistas;
- un gran pilar decorado con espirales vegetales, que se encontró en la zona de la plaza del Duomo y despertó gran interés entre los artistas veroneses del siglo XVI;
- la clave de bóveda que representa la cabeza de Júpiter Amón, parte fundamental del arco de Júpiter Amón, que se encontraba en la intersección de la actual Via Quattro Spade y Corso Porta Borsari;
- por último, fragmentos pertenecientes a la tumba del siglo I de los dos hermanos Sertorios, Firmus y Festus, representados con uniforme militar, importante ejemplo de las representaciones funerarias romanas en el norte de Italia.